# Pattinaggio di figura ai XXIII Giochi olimpici invernali - Gara a squadre
La gara a squadre di pattinaggio di figura dei XXIII Giochi olimpici invernali si è svolta all'arena del ghiaccio di Gangneung, a Gangneung. Le gare sono state disputate dal 9 al 12 febbraio 2018.
La vittoria è andata al Canada, al secondo posto si è piazzata la rappresentativa olimpica di pattinatori russi, mentre gli Stati Uniti d'America hanno completato il podio al terzo posto.

## Programma
Gli orari sono in UTC+9.
| Giorno      | Ora   | Evento                  |
| ----------- | ----- | ----------------------- |
| 9 febbraio  | 10:00 | Programma corto uomini  |
| 9 febbraio  | 10:00 | Programma corto coppie  |
| 11 febbraio | 10:00 | Programma corto danza   |
| 11 febbraio | 10:00 | Programma corto donne   |
| 11 febbraio | 10:00 | Programma libero coppie |
| 12 febbraio | 10:00 | Programma libero uomini |
| 12 febbraio | 10:00 | Programma libero danza  |
| 12 febbraio | 10:00 | Programma libero donne  |

## Record
| Data             | Record          | Atleta             | Nazione                      | Punti | Note  |
| ---------------- | --------------- | ------------------ | ---------------------------- | ----- | ----- |
| 11 febbraio 2018 | Programma corto | Evgenija Medvedeva | Atleti Olimpici dalla Russia | 81.06 | [ 1 ] |

## Risultati

### Programmi corti

#### Uomini
| Pos. | Atleta            | Nazione                      | TSS    | TES   | PCS   | SS   | TR   | PE   | CH   | IN   | Ded  | StN | Punti |
| ---- | ----------------- | ---------------------------- | ------ | ----- | ----- | ---- | ---- | ---- | ---- | ---- | ---- | --- | ----- |
| 1    | Shōma Uno         | Giappone                     | 103.25 | 56.64 | 46.61 | 9.36 | 9.25 | 9.25 | 9.39 | 9.36 | 0.00 | 10  | 10    |
| 2    | Alexei Bychenko   | Israele                      | 88.49  | 47.59 | 40.90 | 8.07 | 7.82 | 8.43 | 8.29 | 8.29 | 0.00 | 7   | 9     |
| 3    | Patrick Chan      | Canada                       | 81.66  | 38.56 | 45.10 | 9.21 | 9.07 | 8.50 | 9.14 | 9.18 | 2.00 | 6   | 8     |
| 4    | Nathan Chen       | Stati Uniti                  | 80.61  | 37.73 | 43.88 | 8.89 | 8.75 | 8.46 | 8.96 | 8.82 | 1.00 | 8   | 7     |
| 5    | Matteo Rizzo      | Italia                       | 77.77  | 40.60 | 37.17 | 7.39 | 7.18 | 7.64 | 7.50 | 7.46 | 0.00 | 5   | 6     |
| 6    | Cha Jun-hwan      | Corea del Sud                | 77.70  | 40.71 | 36.99 | 7.46 | 7.25 | 7.46 | 7.46 | 7.36 | 0.00 | 1   | 5     |
| 7    | Yan Han           | Cina                         | 77.10  | 38.28 | 40.82 | 8.46 | 8.07 | 7.71 | 8.29 | 8.29 | 2.00 | 4   | 4     |
| 8    | Michail Koljada   | Atleti Olimpici dalla Russia | 74.36  | 33.75 | 42.61 | 8.75 | 8.39 | 8.11 | 8.75 | 8.61 | 2.00 | 9   | 3     |
| 9    | Paul Fentz        | Germania                     | 66.32  | 34.54 | 33.78 | 6.96 | 6.61 | 6.39 | 7.00 | 6.82 | 2.00 | 2   | 2     |
| 10   | Chafik Besseghier | Francia                      | 61.06  | 26.93 | 34.13 | 6.96 | 6.50 | 6.71 | 6.96 | 7.00 | 0.00 | 3   | 1     |

#### Coppie
| Pos. | Atleta                                | Nazione                      | TSS   | TES   | PCS   | SS   | TR   | PE   | CH   | IN   | Ded  | StN | Punti |
| ---- | ------------------------------------- | ---------------------------- | ----- | ----- | ----- | ---- | ---- | ---- | ---- | ---- | ---- | --- | ----- |
| 1    | Evgenija Tarasova / Vladimir Morozov  | Atleti Olimpici dalla Russia | 80.92 | 43.78 | 37.14 | 9.43 | 9.07 | 9.39 | 9.32 | 9.21 | 0.00 | 10  | 10    |
| 2    | Meagan Duhamel / Eric Radford         | Canada                       | 76.57 | 41.08 | 35.49 | 8.82 | 8.71 | 9.00 | 8.96 | 8.86 | 0.00 | 8   | 9     |
| 3    | Aliona Savchenko / Bruno Massot       | Germania                     | 75.36 | 39.33 | 37.03 | 9.21 | 9.18 | 9.21 | 9.36 | 9.32 | 1.00 | 9   | 8     |
| 4    | Alexa Scimeca Knierim / Chris Knierim | Stati Uniti                  | 69.75 | 38.41 | 31.34 | 7.86 | 7.57 | 7.96 | 7.89 | 7.89 | 0.00 | 4   | 7     |
| 5    | Yu Xiaoyu / Zhang Hao                 | Cina                         | 69.17 | 37.20 | 32.97 | 8.29 | 8.14 | 8.07 | 8.43 | 8.29 | 1.00 | 5   | 6     |
| 6    | Vanessa James / Morgan Ciprès         | Francia                      | 68.49 | 34.66 | 33.83 | 8.46 | 8.39 | 8.29 | 8.57 | 8.57 | 0.00 | 7   | 5     |
| 7    | Nicole Della Monica / Matteo Guarise  | Italia                       | 67.62 | 35.73 | 31.89 | 7.93 | 7.71 | 8.04 | 8.07 | 8.11 | 0.00 | 6   | 4     |
| 8    | Miu Suzaki / Ryūichi Kihara           | Giappone                     | 57.42 | 32.13 | 25.29 | 6.54 | 6.07 | 6.39 | 6.25 | 6.36 | 0.00 | 3   | 3     |
| 9    | Paige Conners / Evgeni Krasnopolski   | Israele                      | 54.47 | 30.70 | 24.77 | 6.25 | 5.96 | 6.25 | 6.39 | 6.11 | 1.00 | 2   | 2     |
| 10   | Kim Kyu-eun / Alex Kang-chan Kam      | Corea del Sud                | 52.10 | 27.70 | 24.40 | 6.18 | 5.82 | 6.21 | 6.18 | 6.11 | 0.00 | 1   | 1     |

#### Danza su ghiaccio
| Pos. | Atleta                               | Nazione                      | TSS   | TES   | PCS   | SS   | TR   | PE   | CH   | IN   | Ded  | StN | Punti |
| ---- | ------------------------------------ | ---------------------------- | ----- | ----- | ----- | ---- | ---- | ---- | ---- | ---- | ---- | --- | ----- |
| 1    | Tessa Virtue / Scott Moir            | Canada                       | 80.51 | 41.61 | 38.90 | 9.61 | 9.54 | 9.86 | 9.79 | 9.82 | 0.00 | 9   | 10    |
| 2    | Maia Shibutani / Alex Shibutani      | Stati Uniti                  | 75.46 | 38.42 | 37.04 | 9.32 | 9.11 | 9.29 | 9.36 | 9.21 | 0.00 | 7   | 9     |
| 3    | Ekaterina Bobrova / Dmitrij Solov'ëv | Atleti Olimpici dalla Russia | 74.76 | 38.11 | 36.65 | 9.14 | 9.00 | 9.18 | 9.29 | 9.21 | 0.00 | 10  | 8     |
| 4    | Anna Cappellini / Luca Lanotte       | Italia                       | 72.51 | 37.31 | 36.20 | 8.89 | 8.71 | 9.29 | 9.07 | 9.29 | 1.00 | 8   | 7     |
| 5    | Kana Muramoto / Chris Reed           | Giappone                     | 62.15 | 32.17 | 29.98 | 7.54 | 7.32 | 7.46 | 7.57 | 7.57 | 0.00 | 6   | 6     |
| 6    | Marie-Jade Lauriault / Romain Le Gac | Francia                      | 57.94 | 29.08 | 28.86 | 7.25 | 7.11 | 7.21 | 7.25 | 7.25 | 0.00 | 5   | 5     |
| 7    | Wang Shiyue / Liu Xinyu              | Cina                         | 56.98 | 27.75 | 29.23 | 7.29 | 7.11 | 7.39 | 7.39 | 7.36 | 0.00 | 4   | 4     |
| 8    | Kavita Lorenz / Joti Polizoakis      | Germania                     | 56.88 | 28.97 | 27.91 | 6.96 | 6.75 | 7.04 | 7.14 | 7.00 | 0.00 | 2   | 3     |
| 9    | Yura Min / Alexander Gamelin         | Corea del Sud                | 51.97 | 24.88 | 27.09 | 6.79 | 6.54 | 6.82 | 6.89 | 6.82 | 0.00 | 3   | 2     |
| 10   | Adel Tankova / Ronald Zilberberg     | Israele                      | 44.61 | 22.32 | 22.29 | 5.57 | 5.50 | 5.57 | 5.75 | 5.46 | 0.00 | 1   | 1     |

#### Donne
| Pos. | Atleta             | Nazione                      | TSS   | TES   | PCS   | SS   | TR   | PE   | CH   | IN   | Ded  | StN | Punti |
| ---- | ------------------ | ---------------------------- | ----- | ----- | ----- | ---- | ---- | ---- | ---- | ---- | ---- | --- | ----- |
| 1    | Evgenia Medvedeva  | Atleti Olimpici dalla Russia | 81.06 | 42.83 | 38.23 | 9.54 | 9.43 | 9.57 | 9.57 | 9.68 | 0.00 | 10  | 10    |
| 2    | Carolina Kostner   | Italia                       | 75.10 | 36.96 | 38.14 | 9.54 | 9.32 | 9.50 | 9.68 | 9.64 | 0.00 | 7   | 9     |
| 3    | Kaetlyn Osmond     | Canada                       | 71.38 | 35.10 | 36.28 | 9.11 | 8.89 | 8.96 | 9.18 | 9.21 | 0.00 | 9   | 8     |
| 4    | Satoko Miyahara    | Giappone                     | 68.95 | 34.33 | 34.62 | 8.71 | 8.39 | 8.71 | 8.68 | 8.79 | 0.00 | 8   | 7     |
| 5    | Bradie Tennell     | Stati Uniti                  | 68.94 | 38.94 | 30.00 | 7.54 | 7.29 | 7.68 | 7.54 | 7.46 | 0.00 | 3   | 6     |
| 6    | Choi Da-bin        | Corea del Sud                | 65.73 | 37.16 | 28.57 | 7.29 | 6.79 | 7.29 | 7.18 | 7.18 | 0.00 | 6   | 5     |
| 7    | Li Xiangning       | Cina                         | 58.62 | 32.65 | 25.97 | 6.61 | 6.14 | 6.64 | 6.46 | 6.61 | 0.00 | 2   | 4     |
| 8    | Nicole Schott      | Germania                     | 55.32 | 29.35 | 26.97 | 6.89 | 6.50 | 6.64 | 6.86 | 6.82 | 1.00 | 5   | 3     |
| 9    | Mae Berenice Meite | Francia                      | 46.62 | 22.79 | 24.83 | 6.29 | 6.00 | 6.04 | 6.32 | 6.39 | 1.00 | 4   | 2     |
| 10   | Aimee Buchanan     | Israele                      | 46.30 | 25.07 | 21.23 | 5.32 | 4.96 | 5.36 | 5.39 | 5.50 | 0.00 | 1   | 1     |

### Programmi liberi

#### Coppie
| Pos. | Atleta                                | Nazione                      | TSS    | TES   | PCS   | SS   | TR   | PE   | CH   | IN   | Ded  | StN | Punti |
| ---- | ------------------------------------- | ---------------------------- | ------ | ----- | ----- | ---- | ---- | ---- | ---- | ---- | ---- | --- | ----- |
| 1    | Meagan Duhamel / Eric Radford         | Canada                       | 148.51 | 77.26 | 71.25 | 8.96 | 8.79 | 8.96 | 8.93 | 8.89 | 0.00 | 4   | 10    |
| 2    | Valentina Marchei / Ondřej Hotárek    | Italia                       | 138.44 | 72.02 | 67.42 | 8.18 | 8.21 | 8.54 | 8.64 | 8.57 | 1.00 | 2   | 9     |
| 3    | Natal'ja Zabijako / Aleksandr Ėnbert  | Atleti Olimpici dalla Russia | 133.28 | 68.06 | 66.22 | 8.39 | 8.07 | 8.18 | 8.39 | 8.36 | 1.00 | 5   | 8     |
| 4    | Alexa Scimeca Knierim / Chris Knierim | Stati Uniti                  | 126.56 | 64.82 | 62.74 | 7.82 | 7.68 | 7.82 | 7.96 | 7.93 | 1.00 | 3   | 7     |
| 5    | Miu Suzaki / Ryūichi Kihara           | Giappone                     | 97.67  | 49.24 | 49.43 | 6.39 | 5.93 | 6.04 | 6.29 | 6.25 | 1.00 | 1   | 6     |

#### Uomini
| Pos. | Atleta          | Nazione                      | TSS    | TES   | PCS   | SS   | TR   | PE   | CH   | IN   | Ded  | StN | Punti |
| ---- | --------------- | ---------------------------- | ------ | ----- | ----- | ---- | ---- | ---- | ---- | ---- | ---- | --- | ----- |
| 1    | Patrick Chan    | Canada                       | 179.75 | 87.67 | 93.08 | 9.50 | 9.29 | 8.93 | 9.39 | 9.43 | 1.00 | 4   | 10    |
| 2    | Michail Koljada | Atleti Olimpici dalla Russia | 173.57 | 88.35 | 86.22 | 8.82 | 8.43 | 8.61 | 8.57 | 8.68 | 1.00 | 1   | 9     |
| 3    | Adam Rippon     | Stati Uniti                  | 172.98 | 86.20 | 86.78 | 8.61 | 8.39 | 8.82 | 8.75 | 8.82 | 0.00 | 3   | 8     |
| 4    | Matteo Rizzo    | Italia                       | 156.11 | 78.77 | 77.34 | 7.64 | 7.39 | 8.18 | 7.71 | 7.75 | 0.00 | 2   | 7     |
| 5    | Keiji Tanaka    | Giappone                     | 148.36 | 72.02 | 77.34 | 8.00 | 7.57 | 7.50 | 7.96 | 7.64 | 1.00 | 5   | 6     |

#### Donne
| Pos. | Atleta            | Nazione                      | TSS    | TES   | PCS   | SS   | TR   | PE   | CH   | IN   | Ded  | StN | Punti |
| ---- | ----------------- | ---------------------------- | ------ | ----- | ----- | ---- | ---- | ---- | ---- | ---- | ---- | --- | ----- |
| 1    | Alina Zagitova    | Atleti Olimpici dalla Russia | 158.08 | 83.06 | 75.02 | 9.21 | 9.29 | 9.57 | 9.39 | 9.43 | 0.00 | 5   | 10    |
| 2    | Mirai Nagasu      | Stati Uniti                  | 137.53 | 73.38 | 64.15 | 8.25 | 7.64 | 8.32 | 7.89 | 8.00 | 0.00 | 1   | 9     |
| 3    | Gabrielle Daleman | Canada                       | 137.14 | 68.86 | 68.28 | 8.71 | 8.18 | 8.71 | 8.50 | 8.57 | 0.00 | 3   | 8     |
| 4    | Carolina Kostner  | Italia                       | 134.00 | 59.73 | 74.27 | 9.39 | 9.07 | 9.00 | 9.46 | 9.50 | 0.00 | 4   | 7     |
| 5    | Kaori Sakamoto    | Giappone                     | 131.91 | 65.51 | 66.40 | 8.32 | 8.11 | 8.32 | 8.39 | 8.36 | 0.00 | 2   | 6     |

#### Danza su ghiaccio
| Pos. | Atleta                               | Nazione                      | TSS    | TES   | PCS   | SS   | TR   | PE   | CH   | IN   | Ded  | StN | Punti |
| ---- | ------------------------------------ | ---------------------------- | ------ | ----- | ----- | ---- | ---- | ---- | ---- | ---- | ---- | --- | ----- |
| 1    | Tessa Virtue / Scott Moir            | Canada                       | 118.10 | 59.25 | 58.85 | 9.61 | 9.61 | 9.93 | 9.93 | 9.96 | 0.00 | 5   | 10    |
| 2    | Maia Shibutani / Alex Shibutani      | Stati Uniti                  | 112.01 | 56.41 | 55.60 | 9.32 | 9.18 | 9.36 | 9.18 | 9.29 | 0.00 | 4   | 9     |
| 3    | Ekaterina Bobrova / Dmitrij Solov'ëv | Atleti Olimpici dalla Russia | 110.43 | 54.72 | 55.71 | 9.21 | 9.11 | 9.36 | 9.36 | 9.39 | 0.00 | 3   | 8     |
| 4    | Anna Cappellini / Luca Lanotte       | Italia                       | 107.00 | 52.70 | 54.30 | 8.96 | 8.79 | 9.07 | 9.14 | 9.29 | 0.00 | 2   | 7     |
| 5    | Kana Muramoto / Chris Reed           | Giappone                     | 87.88  | 44.69 | 44.19 | 7.32 | 7.29 | 7.14 | 7.68 | 7.39 | 1.00 | 1   | 6     |

### Classifica finale
| Pos.    | Nazione                      | PC-M | PC-C | PC-D | PC-F | PL-C                                    | PL-M                                    | PL-F                                    | PL-D                                    | Punti |
| ------- | ---------------------------- | ---- | ---- | ---- | ---- | --------------------------------------- | --------------------------------------- | --------------------------------------- | --------------------------------------- | ----- |
| Oro     | Canada                       | 8    | 9    | 10   | 8    | 10                                      | 10                                      | 8                                       | 10                                      | 73    |
| Argento | Atleti Olimpici dalla Russia | 3    | 10   | 8    | 10   | 8                                       | 9                                       | 10                                      | 8                                       | 66    |
| Bronzo  | Stati Uniti                  | 7    | 7    | 9    | 6    | 7                                       | 8                                       | 9                                       | 9                                       | 62    |
| 4       | Italia                       | 6    | 4    | 7    | 9    | 9                                       | 7                                       | 7                                       | 7                                       | 56    |
| 5       | Giappone                     | 10   | 3    | 6    | 7    | 6                                       | 6                                       | 6                                       | 6                                       | 50    |
| 6       | Cina                         | 4    | 6    | 4    | 4    | Non qualificata per il programma libero | Non qualificata per il programma libero | Non qualificata per il programma libero | Non qualificata per il programma libero | 18    |
| 7       | Germania                     | 2    | 8    | 3    | 3    | Non qualificata per il programma libero | Non qualificata per il programma libero | Non qualificata per il programma libero | Non qualificata per il programma libero | 16    |
| 8       | Israele                      | 9    | 2    | 1    | 1    | Non qualificata per il programma libero | Non qualificata per il programma libero | Non qualificata per il programma libero | Non qualificata per il programma libero | 13    |
| 9       | Corea del Sud                | 5    | 1    | 2    | 5    | Non qualificata per il programma libero | Non qualificata per il programma libero | Non qualificata per il programma libero | Non qualificata per il programma libero | 13    |
| 10      | Francia                      | 1    | 5    | 5    | 2    | Non qualificata per il programma libero | Non qualificata per il programma libero | Non qualificata per il programma libero | Non qualificata per il programma libero | 13    |